# You've Got a Friend
You've Got a Friend è un brano musicale di Carole King, incluso nell'album del 1971 Tapestry.
Una cover del brano è stata pubblicata come singolo nello stesso anno da James Taylor e inserita in Mud Slide Slim and the Blue Horizon; questa versione ha raggiunto la prima posizione della Billboard Hot 100 e il quarto posto nella Official Singles Chart. You've Got a Friend ha vinto un Grammy Award sia con King (Grammy Award alla canzone dell'anno), sia con Taylor (Miglior interpretazione vocale maschile).
Sempre nel 1971, la canzone venne registrata da Dusty Springfield, tuttavia, per un contenzioso con la Atlantic Records, il disco che la include risulta inedito. La Rhino Records ha inserito questa versione come bonus track dell'edizione deluxe in Dusty in Memphis. Un'altra cover in versione soul-gospel è stato registrata da Donny Hathaway per l'album del 1972 Live. Barry Manilow ha eseguito il brano insieme a Melissa Manchester per il suo album Duets. Numerose sono le cover del brano interpretate da altri artisti tra cui quella italiana di Mina (Io ti amavo quando, inserita nell'album 5043) e quella solo strumentale di Lucio Dalla inserita nel Q Disc del 1981.